# Dấu triện chính phủ Bangladesh

Dấu triện chính phủ Bangladesh.

Dấu triện Chính phủ được ghi trên bìa trước của hộ chiếu Bangladesh.

Dấu triện chính phủ Bangladesh (tiếng Bengal: বাংলাদেশ সরকারের সীল, đã Latinh hoá: Bānglādēś sarkārēr sīl) được sử dụng bởi nội các của Bangladesh và Chính phủ Bangladesh trên các tài liệu chính thức.
Một phiên bản được sử dụng trên trang bìa của hộ chiếu Bangladesh. Con dấu có các yếu tố thiết kế giống như Cờ đầu tiên của Bangladesh trong một thiết lập hình tròn. Vòng trắng bên ngoài được hiển thị với chú thích tên chính thức của Chính phủ Cộng hòa Nhân dân Bangladesh bằng tiếng Bengal: বাংলাদেশ với 4 ngôi sao 5 cánh màu đỏ. Ở trung tâm bản đồ quốc gia trên một đĩa đỏ.

## Lịch sử
Dấu triện được Cộng hòa Dân chủ Nhân dân Bangladesh, được gọi là Biểu tượng Quốc gia Bangladesh, được gọi là Chính phủ Mudzinagar, là một chính phủ Bangladesh lưu vong có trụ sở tại Calcutta, Ấn Độ trong Chiến tranh Giải phóng Bangladesh. Được thành lập vào đầu tháng 4 năm 1971, Chính phủ lâm thời đã xác nhận tuyên bố độc lập của miền đông Pakistan sớm hơn Tổng thống Quốc gia Benjamin, ông Sheikh Mujimpur Rahman vào ngày 26 tháng 3.